# Opomyza nigriceps
Opomyza nigriceps är en tvåvingeart som beskrevs av Joseph Waltl 1837. Opomyza nigriceps ingår i släktet Opomyza och familjen gräsflugor.
Artens utbredningsområde är Tyskland. Inga underarter finns listade i Catalogue of Life.